# Concerto pour violon de Bates
Le Concerto pour violon et orchestre du compositeur américain Mason Bates a été commandé conjointement par l'Orchestre symphonique de Pittsburgh et la violoniste Anne Akiko Meyers. Le concerto a été créé par Meyers et l'Orchestre symphonique de Pittsburgh dirigé par le chef d'orchestre Leonard Slatkin le 7 décembre 2012.

## Historique
L'Orchestre symphonique de Pittsburgh a commandé le Concerto pour violon de Bates à la demande du compositeur John Adams et du chef invité principal Leonard Slatkin. Slatkin avait déjà dirigé l'orchestre dans une interprétation de Liquid Interface de Bates. Il avait fait la louange de Bates auprès du vice-président de l'orchestre, Bob Moir, le présentant comme un « jeune compositeur formidable ». La violoniste Anne Akiko Meyers avait également fait une commande à Bates avant la création:
« Je connais Mason depuis plusieurs années. J'ai fait quelques concerts où il était DJ, donc je l'ai vu en action de cette façon. Je lui ai demandé d'écrire des cadences dans le Concerto de Beethoven pour un concert en Hollande, et j'ai toujours voulu un concerto de lui. Je pensais qu'il écrirait quelque chose de dynamique et d'excitant. Il y a quelques années, je l'ai vraiment poursuivi, le harcelant jusqu'à ce qu'il accepte. »
Bates a ensuite commenté son expérience en disant: 
« J'ai beaucoup écrit pour les cordes dans l'orchestre, mais écrire pour le violon solo est complètement différent, c'était comme écrire une pièce pour une personne dans une langue que vous ne parlez pas. C'était très intimidant au début. »
Le morceau a été achevé dans l'été 2012.

## Structure
Le concerto a une durée d'environ 25 minutes et est composé de trois mouvements:
1. Archaeopteryx
2. Lakebed Memories
3. The Rise of the Birds

## Instrumentation
| Instrumentation du Concerto pour violon |
| Soliste |
| violon |
| Cordes |
| premiers violons, seconds violons, altos, violoncelles, contrebasses, 1 harpe |
| Bois |
| 2 flûtes (la 2e jouant du piccolo), 2 hautbois (le 2e jouant du cor anglais), 2 clarinettes en si bémol (la 2e jouant de la clarinette basse), 2 bassons (le 2e jouant du contrebasson) |
| Cuivres |
| 4 cors, 3 trompettes, 2 trombones, 1 trombone basse, 1 tuba |
| Percussions |
| timbales, trois percussionnistes |
| Clavier |
| piano |